# Tetraulax maynei
Tetraulax maynei är en skalbaggsart som först beskrevs av Pierre Lepesme och Stefan von Breuning 1955.  Tetraulax maynei ingår i släktet Tetraulax och familjen långhorningar. Inga underarter finns listade i Catalogue of Life.